# Jons
|  | No s'ha de confondre amb JONS. |

Jons és un municipi francès del departament del Roine (regió d'Alvèrnia-Roine-Alps. L'any 2007 tenia 1.275 habitants.

## Demografia

### Població
El 2007 la població de fet de Jons era de 1.275 persones. Hi havia 400 famílies de les quals 66 eren unipersonals (31 homes vivint sols i 35 dones vivint soles), 106 parelles sense fills, 208 parelles amb fills i 20 famílies monoparentals amb fills.
La població ha evolucionat segons el següent gràfic:

### Habitatges
El 2007 hi havia 435 habitatges, 416 eren l'habitatge principal de la família, 13 eren segones residències i 6 estaven desocupats. 402 eren cases i 32 eren apartaments. Dels 416 habitatges principals, 357 estaven ocupats pels seus propietaris, 56 estaven llogats i ocupats pels llogaters i 4 estaven cedits a títol gratuït; 4 tenien una cambra, 8 en tenien dues, 53 en tenien tres, 121 en tenien quatre i 230 en tenien cinc o més. 357 habitatges disposaven pel capbaix d'una plaça de pàrquing. A 141 habitatges hi havia un automòbil i a 261 n'hi havia dos o més.

### Piràmide de població
La piràmide de població per edats i sexe el 2009 era:
| Homes | Edats   | Dones |
| ----- | ------- | ----- |
| 0     | 95 o +  | 4     |
| 0     | 90 a 94 | 16    |
| 4     | 85 a 89 | 8     |
| 0     | 80 a 84 | 16    |
| 20    | 75 a 79 | 16    |
| 8     | 70 a 74 | 12    |
| 16    | 65 a 69 | 16    |
| 16    | 60 a 64 | 12    |
| 32    | 55 a 59 | 20    |
| 24    | 50 a 54 | 28    |
| 56    | 45 a 49 | 44    |
| 56    | 40 a 44 | 32    |
| 32    | 35 a 39 | 52    |
| 52    | 30 a 34 | 40    |
| 20    | 25 a 29 | 44    |
| 36    | 20 a 24 | 8     |
| 64    | 15 a 19 | 28    |
| 60    | 10 a 14 | 36    |
| 48    | 5 a 9   | 24    |
| 52    | 0 a 4   | 40    |

## Economia
El 2007 la població en edat de treballar era de 825 persones, 635 eren actives i 190 eren inactives. De les 635 persones actives 587 estaven ocupades (319 homes i 268 dones) i 47 estaven aturades (25 homes i 22 dones). De les 190 persones inactives 58 estaven jubilades, 82 estaven estudiant i 50 estaven classificades com a «altres inactius».

### Ingressos
El 2009 a Jons hi havia 404 unitats fiscals que integraven 1.211 persones, la mediana anual d'ingressos fiscals per persona era de 21.866 €.

### Activitats econòmiques
Dels 86 establiments que hi havia el 2007, 3 eren d'empreses extractives, 1 d'una empresa alimentària, 4 d'empreses de fabricació d'altres productes industrials, 11 d'empreses de construcció, 20 d'empreses de comerç i reparació d'automòbils, 7 d'empreses de transport, 8 d'empreses d'hostatgeria i restauració, 1 d'una empresa d'informació i comunicació, 3 d'empreses financeres, 2 d'empreses immobiliàries, 13 d'empreses de serveis, 5 d'entitats de l'administració pública i 8 d'empreses classificades com a «altres activitats de serveis».
Dels 27 establiments de servei als particulars que hi havia el 2009, 7 eren tallers de reparació d'automòbils i de material agrícola, 1 taller d'inspecció tècnica de vehicles, 1 paleta, 2 guixaires pintors, 3 fusteries, 3 lampisteries, 1 electricista, 1 perruqueria, 6 restaurants i 2 salons de bellesa.
Dels 4 establiments comercials que hi havia el 2009, 1 era una fleca, 1 una botiga de roba i 2 floristeries.
L'any 2000 a Jons hi havia 9 explotacions agrícoles.

## Equipaments sanitaris i escolars
El 2009 hi havia una escola elemental.

## Poblacions properes
El següent diagrama mostra les poblacions més properes.